# Billy Mwanza
Billy Mwanza (ur. 1 stycznia 1983 w Chililabombwe) – zambijski piłkarz grający na pozycji obrońcy.

## Kariera klubowa
Karierę piłkarską Mwanza rozpoczął w klubie Power Dynamos z miasta Kitwe. W jego barwach zadebiutował w 2002 roku w rozgrywkach zambijskiej Premier League. W 2003 roku zdobył Puchar Zambii i Coca Cola Cup, a w 2004 roku Tarczę Dobroczynności.
W 2005 roku Mwanza odszedł do południowoafrykańskiego Golden Arrows z Durbanu. Przez 3 lata grał w Premier Soccer League, a w 2008 roku przeszedł do African Warriors i w drużynie tej rozegrał jedno spotkanie w Mvela League.
W 2009 roku Mwanza został piłkarzem chińskiego Changsha Ginde. W Chinese Super League zadebiutował 4 kwietnia 2009 w zremisowanym 1:1 domowym meczu z Qingdao Jonoon.

## Kariera reprezentacyjna
W reprezentacji Zambii Mwanza zadebiutował w 2004 roku. W 2006 roku został powołany do kadry na Puchar Narodów Afryki 2006 i rozegrał tam jedno spotkanie, z Gwineą (1:2). Z kolei w 2008 roku powołano go na Puchar Narodów Afryki 2008. Tam zagrał w 3 meczach: z Sudanem (3:0), z Kamerunem (1:5) i Egiptem (1:1).